# Witte Zee
De Witte Zee (Russisch: Белое море, Beloje More) is een randzee van de Barentszzee binnen de Noordelijke IJszee met een oppervlakte van 90.000 km², die omsloten wordt door Rusland. De toegang naar de zee ligt ingeklemd tussen de schiereilanden Kola (dat deel uitmaakt van Lapland) in het westen en Kanin in het oosten. Het Witte Zee-Oostzeekanaal (Russisch: Беломо́рско-Балти́йский кана́л (ББк), Belomorsko-Baltijski kanal (BBK)), dat geopend werd op 2 augustus 1933, is een scheepvaartkanaal dat de Witte Zee verbindt met de Oostzee, bij Sint-Petersburg. Officieel heette het: Belomorsko-Baltijski kanal imeni Stalina (Witte Zee-Oostzeekanaal genoemd naar Stalin), kortweg Belomorkanal (Witte Zeekanaal).
De zee heeft drie grote baaien: de Kandalaksjabaai, de Onegabaai en de Dvinabaai. In het noordoosten ligt nog een vierde baai: de Mezenbaai.
In de zee liggen een aantal eilanden. De Solovetski-eilanden zijn het grootst en liggen centraal in de toegang tot de Onegabaai. Het kleinere Kiy-eiland, op zo’n 15 kilometer van de stad Onega, wordt door veel toeristen bezocht vanwege de oude kloostergebouwen.
De bodem van de Witte Zee ligt gemiddeld 60 meter onder de zeespiegel met een maximum van 314 meter. De verbinding tussen de Witte zee en de Barentszzee is ondiep, de bodem ligt hier maximaal 40 meter onder de zeespiegel. Dit beperkt de wateruitwisseling tussen beide zeeën. Het hoogteverschil tussen eb en vloed is eveneens beperkt, dit is gemiddeld een meter. In de baaien kan het verschil tussen hoog en laag water oplopen tot maximaal 10 meter zoals in de Mezenbaai.
De rivieren die in de Witte Zee uitmonden, brengen jaarlijks zo’n 215 km³ zoet water in. De Noordelijke Dvina levert het meeste water aan, ongeveer 80% van het totaal. Ook de Mezen, die in het uiterste noordoosten van de zee uitmondt, is een grote waterleverancier. In mei ligt de piek als het smeltwater de zee bereikt en in februari en maart is de zoet water aanvoer het minst. Per jaar stroomt ongeveer 2200 km³ water uit de Witte Zee, maar een onderstroom brengt 2000 km³ zout water terug. De saliniteit in de Witte Zee is 27  à 30‰, dus 27 à 30 gram zout per liter water, en 10 à 19‰ in de baaien waar de rivieren uitmonden. Vooral in het voorjaar met de toevoer van zoet smeltwater neemt de saliniteit in de baaien af tot aan de ondergrens.
De zee ligt grotendeels ten zuiden van de Poolcirkel en is van oktober–november tot mei–juni bevroren. Het ijs is gemiddeld 40 centimeter dik, maar dat kan in zeer koude perioden oplopen tot 150 centimeter. Door de stroming en het tij wordt het ijs in de winter gebroken en drijft vooral in de zee rond.

## Fauna
In de Witte Zee komen zadel- en ringelrobben voor. Vooral in de winter zijn er veel zadelrobben in de zee. Verder zijn er zo'n 57 vissoorten in de zee gesignaleerd; vooral de haring komt er veel voor. Verder kabeljauw, zalm, forel en mossels.

## Steden
De voornaamste haven aan de Witte Zee is die van Archangelsk bij de monding van de Noordelijke Dvina. De stad Severodvinsk even westelijker heeft een nucleaire-onderzeebootbasis. Kleinere steden aan de zee zijn Kandalaksja, Kem, Onega en Belomorsk. Dicht bij deze laatste stad werden op riviereilanden vele petrogliefen gevonden, die plekken werden in 2021 tijdens de 44e sessie van de UNESCO Commissie voor het Werelderfgoed als onderdeel van de inschrijving Petrogliefen van het Onegameer en de Witte Zee erkend als werelderfgoed en toegevoegd aan de werelderfgoedlijst.